# La Goassn
La Goassn ist ein Frauen-Gesangstrio der Neuen Volksmusik.

## Geschichte
Die im Gründungsjahr 2015 24-jährigen Julia Hiemer (aus Marktoberdorf) und Judith Jandl sowie die 26-jährige Steffi Smailes kannten sich von ihrer Musicalausbildung an der Bayerischen Theaterakademie August Everding in München. Insbesondere die Österreicherin Jandl hatte in ihrem kaum 1000 Einwohner zählenden Heimatdorf reichlichen Kontakt mit traditioneller Volksmusik und in ihrer Bauernfamilie betriebenen landestypischen Hausmusik. Am Kärntner Landeskonservatorium in Klagenfurt hatte sie Klavier und Operngesang studiert. In Wien hatte sie ihr Studium fortgesetzt, ehe sie sich in Bayern beim Musical-Studium mit den beiden „Einheimischen“ anfreundete. Aus einer Bierlaune heraus kontaktierten sie Martin Simma, den Manager von Voxxclub, und boten sich als weibliche Variante von Voxxclub an. Simma zeigte sich interessiert und überzeugte sich kurz darauf vom Potential der jungen Frauen, die nicht nur gesanglich etwas hermachten, sondern mit ihrer frechen Art, ihrem sexy Styling, ihrer durch Trinkfestigkeit und Fußballverrücktheit zur Schau gestellten Unangepasstheit und ihrem aufgeschlossenen Musikstilmix auch den Geist der Neuen Volksmusik verkörperten.
Bald darauf ging es ins Studio, um mit einem Produzententeam, bestehend aus Hermann Niesig und den Schürzenjäger-erfahrenen Rudolf Müssig und Christoph Leis-Bendorff, zwölf Lieder aufzunehmen. Neben der Coverversion von Lucilectrics Mädchen (hier nach dem Refrain Weil ich ein Mädchen bin betitelt) wurde auch das Lied Heimat von Anna Depenbusch, die Jandl sehr verehrt, neu interpretiert. Mit dem Inhalt des letztgenannten Liedes identifizieren sich die drei Frauen, die ursprünglich aus ganz verschiedenen Regionen stammen, besonders stark. Der Gruppenname La Goassn geht auf das süddeutsche Modegetränk „Goaßmaß“ zurück, das aus einem „blonden“ Bier, „dunkelbrauner“ Cola und „rotem“ Kirschlikör gemixt wird und somit farblich mit den Haartönen der Mitglieder übereinstimmt. Den ersten Fernsehauftritt hatte die Gruppe noch vor der Albumveröffentlichung in der Florian-Silbereisen-Show Die Besten im Sommer am 11. Juli 2015. Einen Tag nach der Veröffentlichung, am 12. September 2015, trat La Goassn mit zwei Liedern bei der Premiere der ARD-Stadlshow, Nachfolgesendung des Musikantenstadl, auf.
Anfang 2016 stieg Steffi Smailes aus. Ersetzt wurde sie durch Anetta Szabo, eine Österreicherin mit ungarischen Wurzeln. Jandl hatte mit ihr in Wien studiert. Szabo hatte zuletzt Kreuzfahrtteilnehmer auf ihrer Weltreise unterhalten. Im April ging die Frauengruppe mit dem männlichen Pendant Voxxclub auf Tournee.

## Stil
Von der zum Universal-Konzern gehörenden Plattenfirma Electrola wurde die Beschreibung „Rhythm and Blues, Pop und Volksmusik“-Mix an die Presse ausgegeben. Diese wurde vielfach übernommen und beispielsweise von der Online-Ausgabe der Tiroler Tageszeitung noch mit dem Zusatz „soul-bluesige Note im Gesang“ versehen. Es finden sich aber auch Beschreibungen wie „Volksmusik mit Beats und Popelementen“ oder einfach „Schlager“ in den Berichterstattungen.
Textlich geht es um Lebensfreude, Liebesabenteuer und Heimatgefühle.
In den Stadtshow-Kritiken erhielten die Sängerinnen das Prädikat „überzeugend“, weil sie in der als hölzern empfundenen Sendung „kokett“ beziehungsweise unverkrampft aufgetreten seien.

## Diskografie
- 2015: La Goassn (Album, Electrola/Universal)
- 2015: Mehr, mehr, mehr (Single, Electrola/Universal)
- 2016: Dafür gibt’s uns (Single, Electrola/Universal)